# شقرا
شقرا هي بلدة لبنانية تقع في جنوب لبنان، في محافظة النبطية في قضاء بنت جبيل. ترتفع عن سطح البحر حوالي 686 متراً أما مساحتها فتبلغ حوالي 20 كم². عدد سكان شقرا هو 17000 نسمة، وعدد مغتربيها 6000 مغترب، وبلغ عدد الناخبين 5600 ناخباً حسب إحدى وثائق البلدية في 2004.
توجد في البلدة قلعة دوبية الأثرية ومسجد شقرا.

## تاريخ بلدة شقرا
يعود تاريخ شقرا ودوبيه إلى عهود قديمة، وربما إلى الفترة اليونانية والرومانية، حيث توجد فيها آثار قديمة تدل على ذلك، ففيها قبور ومدافن لغير المسلمين، لم تفنَ عظامها، وهي منحوتة في الصخر الأصمّ، وتظهر صورة الصليب عليها، وقد عثر في هذه المدافن على بقايا أواني زجاجية وسرج فخارية، كما عثر على صخرة كبيرة، وقد كتب عليها نص باللغة اليونانية القديمة.
وفي الجهة الشرفية من البلدة، تقع قلعة دوبية ، التي بناها الصليبيون، على أنقاضٍ رومانية، تدل مما لا شك فيه، أنها كانت مسكونة من هؤلاء، الذين بنوا القلعة لأغراض دفاعية، وأغلب الظن ان البلدة خربت زماناً طويلاً، ثم عمّرت، بدليل وجود أبنية متقنة تحت الأرض، لا تزال حيطانها قائمة إلى نصفها.

## الموقع والحدود
تتبع شقرا لقضاء بنت جبيل ، محافظة النبطية، وهي إلى الجهة الشمالية الشرقية للقضاء.
تبعد عن العاصمة بيروت حوالي 110 كلم، وعن مركز المحافظة في النبطية حوالي 45 كلم، وعن مدينة صيدا 72 كلم، وعن صور حوالي 30 كلم، وعن مركز القضاء ما بين 13 و14 كلم فقط .
بالنسبة للحدود، يحدّها من الغرب بلدات بلدتي صفد البطيخ وبرعشيت، ومن الشرق بلدتي ميس الجبل وحولا، ومن الشمال يحدّها بلدة مجدل سلم ، أما من الجنوب يحدها بلدة برعشيت .
أعلى ارتفاع لشقرا ودوبيه عن سطح البحر، وحسب خارطة المساحة، هو 686 متراً، في «القراعي»، وأدنى انخفاض لها، هو في الوادي 415 متراً، وهكذا يكون متوسط الارتفاع 550 متراً.
أما مساحتها فتبلغ حوالي 20 كم² .

## أصل التسمية
تتعدد الآراء حول سبب تسمية شقرا بهذا الاسم، حيث يقال انها نسبة لرابية فيها تدعى «الشقّارة»، وهي ضاحية من ضواحي البلدة.
ويؤكد على هذا الأمر محمد جابر آل صفا، وهناك من يرد التسمية إلى كثرة ما كانت تنتج من الدبس الأشقر، وكان يطلق عليها: «شقراء الدبس» .
ويقول السيد حسن الأمين، بأنه « في معركة واحدة من معارك البطولات، التي خاضها هذا الجبل، أخرجت عشرات الفرسان على خيولهم الشقراء».

## قلعة دوبية
قلعة دوبية هي قلعة صليبية تقع ضمن بلدة شقرا. وهي قائمة على أنقاض بناء روماني ويبلغ طولها 125متراً وعرضها 80 متر.

### أصل التسمية
هناك رأي أن اسمها يعود إلى اسم (دي بويون) من (فرانسوا دي بويون) وهو أحد القادة الصليبيين.

### وصف القلعة
هي قلعة قديمة لها خندق كبير وفيها لوازم الحصار يحيط بها واد من جهاتها الثلاث ما عدا الجنوبية. لها ربض من غربها يعرف بالزنار.
يبلغ طولها حوالي سبعون متراً وعرضها حوالي الأربعين فيها ثلاث طبقات والثالثة مهدمة بفعل الاعتداءات الإسرائيلية سنة 1972 وفيها حوالي الثلاثون غرفة وحجرة داخلها يوجد بئر يعرف بالمشنقة وخارجها خزان كبير حفر في الصخر الأصم.

### تاريخ القلعة
صنّفت دوبيه في كتاب «خطط جبل عامل» للسيد محسن الأمين، في باب قلاع وحصون، وكتب عنها «دوبيه قلعة قديمة لها ربض من غربها يسمّى الزنّار، ومن أرضها قطعة تسمى مرج السّت، إلى اليوم، من جهة حولا. يبلغ طولها 125 متراً وعرضهما 80 متراً. فيها ثلاث طبقات، الثالثة مهدمة؛ وفي الطبقتين الباقيتين 32 حجرة وغرفة، وفي داخلها وخارجها صهاريج كثيرة. وكان لقلعة دوبيه استعمال في تاريخ لبنان المعاصر، فهي كانت ملجأ الأمير يونس المعني وولديه ملحم وحمدان من وجه الكجك أحمد باشا والي صيدا، لما زحف بعساكره لمحاربة أخيه فخر الدين الذي فرّ إلى قلعة شقيف تيرون».
لم تجر بحوث أثرية وافية عن هذه القلعة لتحديد تاريخها بشكل دقيق. ولكن هناك مؤشرات عدة تدل على أنها رومانية وتجدد بناؤها على عهد الصليبيين في القرن الحادي عشر. ولكن الرحالة والمؤرخ العربي ابن جبير لم يذكرها في كتابه بالرغم من أنه مر بقربها، إذ يقول : «…واجتزنا في طريقنا بين هونين وتبنين بواد ملتف الشجر وأكثره شجر الرند، بعيد العمق كأنه الخندق السحيق لمهوى، تلتقي حافتاه ويتعلق بالسماء أعلاه يعرف بالإسطبل لو ولجته العساكر لغابت فيه، لا مجال ولا منجى لسالكه عن يد الطالب فيه، المهبط إليه والمطلع عنه عقبتان كؤودان فعجبنا من أمر ذلك المكان وأجزنا عنه يسيرا وانتهينا إلى حصن كبير من حصون الإفرنج يعرف بتبنين ……».
إشارة إلى أن رحلة ابن جبير امتدت من سنة 1182 إلى سنة 1185 ميلادية، وعدم ذكره للقلعة رغم كبر حجمها وأهميتها يشكك في احتمال وجودها في ذلك الوقت، واحتمال أنه لم يرها مستبعد كون القلعة تبعد فقط مئتي متر عن وادي الإسطبل التي مر فيها الرحالة العربي.
جددها آل علي الصغير في عهد ناصيف بن نصار وسكنوها وبناءهم فيها ظاهر ومفترق عن بنائها الأصلي، ومن أرضها قطعة تسمى مرج الست إلى يومنا هذا كانت مزدرعاً لإحدى نسائهم. وممن جدد بناءها الشيخ ظاهر بن نصار النصار ابن أخ ناصيف النصار من آل علي الصغير، ولما أتم بناءها وصعد إلى أعلاها ليشرف على مناظرها سقط إلى الأرض ومات وذلك سنة 1163 هجرية. وقيل أنها كانت مقر مراد النصار في عهد اخيه ناصيف النصار وبعده كانت مقر ابنه قاسم المراد.
وفيها اختبأ الأمير يونس المعني بولديه ملحم وحمدان من وجه الكجك أحمد باشا والي صيدا لما زحف بعساكره لمحاربة أخيه فخر الدين كما فر أخيه فخر الدين إلى قلعة شقيف تيرون وذلك سنة 1044 هجري.وبعض عقودها يظهر أنه كان هدم عمداً ذلك أنه هدمت قمة العقد وبقيت جوانبه مما يدل أنه هدم عمداً كما كانوا يفعلون بالقلاع والحصون عند تركها خوفاً من سيطرة العدو عليها والتحصن بداخلها.

## الوضع الإداري للبلدة
كانت شقرا ودوبيه في العهود الإقطاعية، زمن الحكم العثماني، تابعة لناحية هونين، التي هي جزء من بلاد بشارة، التي كانت تضم أربع مقاطعات، وهي مقاطعة هونين وقاعدتها بنت جبيل، وجبل تبنين أو ناحية تبنين وقاعدتها تبنين، وساحل قانا وقاعدته قانا، وساحل معركة وقاعدته صور.
ثم ألحقت البلدة بقضاء مرجعيون، الذي أنشئ في جبل عامل، إضافة إلى قضاءي صيدا وصور، لكن إلحاق شقرا بقضاء مرجعيون، «كان أمراً صعباً، ولم يراعَ فيه التقسيم الجغرافي، وخطوط المواصلات، بل كان حسب مصالح الزعامات السياسية في المنطقة، وكان على المواطن أن يقطع مسافة مئة كلم، ذهاباً وإياباً إلى مركز القضاء، للحصول على تذكرة هوية».
وبعد إحداث قضاء بنت جبيل سنة 1953، بموجب المرسوم الاشتراعي رقم 89، تاريخ 14 نيسان من ذلك العام، طالب أهل شقرا ودوبيه بالانضمام إلى هذا القضاء، عبر برقيات بعثوا بها إلى المسؤولين، نظراً لقرب البلدة منه، حيث تبعد ثلاثة عشر كيلو متراً عن بلدة بنت جبيل، وهي مركز القضاء.
وفي نهاية سنة 1954، «صدر مرسوم اشتراعي، ألحقت شقرا ودوبيه بموجبه، بقضاء بنت جبيل، وذلك بالرغم من معارضة الزعامة العائلية التقليدية في جبل عامل، التي كانت تعمل لإتباع بعض القرى، للأقضية التي تتبع نفوذها السياسي» ، وشقرا ودوبيه تشكل حالياً آخر حدود القضاء من ناحية الشرق.
من خلال المستندات والتي هي بحوزة البلدية، يتبين انه من خلال أنظمة القضاء، وصلاحيات محكمة مرجعيون الصلحة (قضاء مرجعيون)، فإن شقرا ودوبيه كانت تحت هذا الاسم .
وفي 10 أيار سنة 1959، وبقرار من وزير الداخلية آنذاك علي أحمد بزي، تم إنشاء بلدية في قرية شقرا ودوبيه، قضاء بنت جبيل، تحمل اسم «بلدية شقرا ودوبيه» .
على صعيد الأمن الداخلي، تتبع شقرا ودوبيه لمركز الأمن الداخلي في تبنين، حيث تتواجد هناك سلطة رسمية ممثلة بمخفر درك .

## علماء من شقرا
السيد محسن الأمين:
له مؤلفات كثيرة ضخمة أكثرها مطبوع، منها أعيان الشيعة وهو أول كتاب من نوعه فقد جمع فيه بين تراجم أهل العلم والأدب والجاه وهو يبلغ عشرات المجلدات وقد أسهب فيه إسهاباً يغني عن مراجعة ما سواه.

## وصلات خارجية
الموقع الرسمي للبلدة نسخة محفوظة 12 مايو 2017 على موقع واي باك مشين.